# Antonella Ruggiero
Antonella Ruggiero (Genua, 15 november 1952) is een Italiaanse zangeres.

## Loopbaan
In 1974 begon haar carrière als soloartieste onder de naam Matia. Een jaar later vormde ze samen met Piero Cassano, Aldo Stellita, Giancarlo Golzi en Carlo Marrale de groep Matia Bazar. De groep was populair in Italië en wist ook enkele hits buiten het thuisland te behalen. Het grootste succes van Matia Bazar was "Ti sento", dat in de zomer van 1986 in heel Europa een grote hit werd. In 1989 besloot Ruggiero de groep te verlaten.
Pas zeven jaar later, in 1996, liet ze weer iets van zich horen. In dat jaar verscheen het soloalbum Libera, dat sterk beïnvloed was door Indiase volksmuziek. Een jaar later ging de zangeres de studio in met bekende jonge Italiaanse bands om de oude successen van Matia Bazar in een nieuw jasje te steken. Het resultaat was het album Registrazioni Moderne, dat werd aangekondigd door de single Per un' ora d'amore. In 1998 stond Ruggiero voor het eerst als soliste op het podium van het Festival van San Remo, waar ze met "Amore lontanissimo" tweede werd. Een jaar later probeerde ze het nog eens, ditmaal met Non ti dimentico, waarmee ze wederom net naast de overwinning greep. Na het popalbum Sospesa (2000) stortte ze zich op religieuze muziek en ging ze op tournee langs verschillende kerken. In 2003 en 2005 nam Ruggiero weer deel aan het Festival van San Remo. Met Echi d'Infinito werd ze in 2005 eerste in de categorie "donne". Dit nummer was tevens de eerste single van het swingende album Big Band!.

## Discografie

### Soloalbums
- Libera (1996) cd
- Registrazioni Moderne (1997/1998) cd
- Sospesa (1999) cd
- Luna Crescente (Sacrarmonia) (2001) cd
- Antonella Ruggiero (2003) cd
- Sacrarmonia Live Il Viaggio (live) (2004) cd+dvd
- Big Band! (2005) cd
- L'abitudine della luce (2006) cd
- Stralunato Recital (live) (2006) cd
- Souvenir d'Italie (2007) cd
- Genova, La Superba (live) (2007) cd
- Pomodoro Genetico (2008) cd+dvd
- Cjanta Vilotis (live) (2009) cd+dvd
- Contemporanea tango (live) (2010) cd
- I regali di Natale (2010) cd
- L'impossibile è certo (2014) cd
- Cattedrali (2015)
- Requiem Elettronico (2015)
- La vita imprevedibile delle canzoni (2016)

### Albums met Matia Bazar
- Matia Bazar (1976)
- Granbazar (1977)
- Solo Tu .... L'oro Dei Matia Bazar (1977)
- Semplicità (1978)
- Tournee (1979)
- Il tempo del sole (1980)
- ...Berlino ...Parigi ...Londra (1982)
- Tango (1983)
- Aristocratica (1984)
- Melancholia (1985)
- Melò (1987)
- Matia Bazar (Best La prima Stella Della Sera) (1988)
- Red Corner (1989)